# Nyassachromis purpurans
Nyassachromis purpurans är en fiskart som först beskrevs av Trewavas, 1935.  Nyassachromis purpurans ingår i släktet Nyassachromis och familjen Cichlidae. IUCN kategoriserar arten globalt som livskraftig. Inga underarter finns listade i Catalogue of Life.